# Quartiglio
Der Quartiglio war ein italienisches Feld- und Flächenmaß. Das Maß galt auf der Insel Sizilien. Es ist die Bezeichnung für die Quadrat-Canna/Canna quadrata mit 64 Quadrat-Palmi (= 0,06661661 Quadratmeter).
- 1 Quartiglio = 40,403 Pariser Quadrat-Fuß = 4,2633 Quadratmeter
- 4 Quartigli = 1 Quarto
- 16 Quartigli = 1 Carozzo